# Menus-Plaisirs - Les Troisgros
Menus-Plaisirs - Les Troisgros è un film documentario franco-americano del 2023 diretto da Frederick Wiseman, presentato fuori concorso alla Mostra del Cinema di Venezia 2023, è dedicato ai ristoranti gestiti dalla famiglia Troisgros.

## Trama
Il film segue la famiglia Troisgros nella gestione dei loro tre ristoranti, uno dei quali detiene tre stelle Michelin dal 1968. Figli della quarta generazione, César gestisce il ristorante stellato Le Bois sans Feuilles e Léo è a capo di uno degli altri due ristoranti di Troisgros, il Colline du Colombier. Anche il padre Michel rimane presente e garantisce un passaggio di consegne senza intoppi. Il film analizza minuziosamente la ricerca dei migliori prodotti alimentari, la preparazione in cucina e il servizio in sala.

## Accoglienza
Allociné offre una media di 4⁄5, sulla base dell'interpretazione di 15 critici.

## Riconoscimenti
- 2023 - Los Angeles Film Critics Association Awards
  - Miglior documentario
- 2023 - New York Film Critics Circle Awards
  - Miglior film di saggistica
- 2024 - National Society of Film Critics Awards
  - Miglior documentario